# Herne Hill (del av en befolkad plats i Australien)
Herne Hill är en del av en befolkad plats i Australien. Den ligger i kommunen Swan och delstaten Western Australia, omkring 21 kilometer nordost om delstatshuvudstaden Perth.
Runt Herne Hill är det ganska tätbefolkat, med 70 invånare per kvadratkilometer.. Närmaste större samhälle är Mount Lawley, omkring 19 kilometer sydväst om Herne Hill.
Trakten runt Herne Hill består till största delen av jordbruksmark. Genomsnittlig årsnederbörd är 763 millimeter. Den regnigaste månaden är juli, med i genomsnitt 131 mm nederbörd, och den torraste är december, med 14 mm nederbörd.